# بیا و سر و صدا رو حس کن
«بیا و سر و صدا رو حس کن» (به انگلیسی: Cum On Feel the Noize) ترانه‌ای از گروه انگلیسی اسلید است. این قطعه در سال ۱۹۷۳ و در قالب تک‌آهنگ مستقلی منتشر شد که مربوط به آلبومی نبود. این ترانه را نودی هولدر (خواننده) و جیم لی (باسیست) نوشته‌اند و چز چندلر تهیه‌کننده‌ی آن بوده‌است. «بیا و سر و صدا رو حس کن» پس از انتشارش در بریتانیا به مدت چهار هفته، شمارهٔ ۱ جدول‌های فروش بود.
گروه هوی متال کوایت رایت در سال ۱۹۸۳ نسخهٔ جدیدی از «بیا و سر و صدا رو حس کن» را اجرا کردند که در ایالات متحده فروشی بیش از یک میلیون نسخه داشت و پنجمین تک‌آهنگ ۱۰۰ آهنگ داغ بیلبورد شد.

## دست‌اندرکاران

### اعضای اسلید
- نودی هولدر - آواز، ریتم گیتار
- دیو هیل - گیتار الکتریک، بک وکال
- جیم لی - گیتار بیس، بک وکال
- دان پاول - درامز

### مشارکت‌کنندگان دیگر
- چز چندلر - تهیه‌کننده